# Eduardo Berti
Eduardo Berti (Buenos Aires; 1964) es un escritor y periodista argentino. 

## Biografía
Hijo de padre rumano emigrado a Argentina durante la Segunda Guerra Mundial, Berti fue editor de la sección Cultura del diario Página 12 entre 1987 y 1992. En 1988 publicó su primer libro, que se convertiría en un clásico, Spinetta: Crónica e iluminaciones. Se trata de una larga entrevista y un análisis de la obra del músico Luis Alberto Spinetta. A ese libro le seguiría en 1989 Rockología: Documentos de los '80 (Beas, reeditado por Galerna en 2012).
Su primer libro de ficción, Los pájaros (1994), fue elogiado por la crítica, obtuvo el Premio-Beca de la Revista Cultura y fue considerado uno de los mejores libros del año por el diario Página/12. A este libro le siguieron dos novelas de importante repercusión: Agua y La mujer de Wakefield, ambas traducidas al francés y a otros idiomas. La versión francesa de La mujer de Wakefield (Madame Wakefield) fue finalista del prestigioso premio Fémina.

### París
En 1998, Berti se radicó en París (Francia), donde se desempeñó como periodista cultural, animó diversos talleres literarios (tanto en francés como en castellano) y siguió escribiendo. Publicó en 2002 el libro de microficción La vida imposible y en 2004 la novela Todos los Funes, la cual fue votada entre los libros del año en el Times Literary Supplement y fue finalista del Premio Herralde.

### La Compañía de los Libros
En 2006, volvió a instalarse en Buenos Aires. En 2008 fundó el prestigioso sello independiente La Compañía de los Libros, en el cual se ha desempeñado como director editorial.
En 2009, volvió a instalarse en Europa, esta vez en Madrid (España).
Se ha desempeñado como traductor de inglés y francés (pueden citarse, entre otros trabajos, su traducción de los cuadernos de apuntes de Nathaniel Hawthorne, de The Sandglass de Romesh Gunesekera y de Lady Susan, Los Watson y Sanditon, de Jane Austen).
Otras de sus actividades son las de guionista de cine (Nordeste) y televisión (La cueva, Mano a mano, Elepé).
Además, ha estado a cargo de varias antologías para editoriales de España y Argentina. Por ejemplo, Fantasmas (Adriana Hidalgo), Historias encontradas (Eterna Cadencia), Los cuentos más breves del mundo, Felicidades: Los mejores cuentos de cumpleaños (La Compañía), Nouvelles: Antología del nuevo cuento francés.
Sus últimos libros, que continúan afianzando su prestigio internacional, son La sombra del púgil (novela), Lo inolvidable (cuentos) y El país imaginado. El país imaginado ganó el Premio Emecé 2011 y el Premio Las Américas de Novela 2012.
Se ha dicho de él:
"Un verdadero talento innovador" (Paul Bailey, Daily Telegraph, Londres).
"El talento y la gracia de Eduardo Berti resultan totalmente indiscutibles" (Antón Castro, Abc, Madrid).
"Uno de los novelistas más originales y más dotados de todos cuantos hoy escriben en español" (Alberto Manguel).
"Un escritor inclasificable, es decir, precioso" (Frédéric Vitoux, Le Nouvel Observateur, París).
En 2014 obtuvo el Premio Konex - Diploma al Mérito en la disciplina "Novela: Periodo 2011-2013". Desde 2014, es miembro del Oulipo (Ouvroir de Littérature Potentielle).

## Antologías
- Mar de pirañas. Nuevas voces del microrrelato español (Ed. Fernando Valls), Menoscuarto, 2012, ISBN 978-84-96675-89-6. Autores antologados: Rubén Abella, Pilar Adón, Ricardo Álamo, Carlos Almira, Rosana Alonso, Beatriz Alonso Aranzábal, Antonio Báez, María José Barrios, Felipe Benítez Reyes, Javier Bermúdez López, Gabriel de Biurrun, Miguel Ángel Cáliz, Susana Camps, Matías Candeira, Carlos Castán, Luisa Castro, Flavia Company, Alberto Corujo, Ginés S. Cutillas, Antonio Dafos, Jesús Esnaola, Manuel Espada, Óscar Esquivias, Araceli Esteves, Federico Fuentes Guzmán, José Alberto García Avilés, Isabel González, Juan Gracia Armendáriz, Cristina Grande, Almudena Grandes, Carmela Greciet, Andrés Ibáñez, Miguel Ibáñez, Fernando Iwasaki, Fermín López Costero, Ignacio Martínez de Pisón, Agustín Martínez Valderrama, Isabel Mellado, Inés Mendoza, Lara Moreno, Paz Monserrat Revillo, Manuel Moya, Manuel Moyano, Juan Jacinto Muñoz Rengel, Elvira Navarro, Hipólito G. Navarro, Andrés Neuman, Ángel Olgoso, Álex Oviedo, Antonio Pomet, Gemma Pellicer, Ángeles Prieto Barba, Javier Puche, Loli Rivas, Anelio Rodríguez Concepción, Rocío Romero, María Paz Ruiz Gil, Javier Sáez de Ibarra, Raúl Sánchez Quiles, Antonio Serrano Cueto, Francisco Silvera, Iván Teruel, Eloy Tizón, Pedro Ugarte, Iván Zaldúa, Ángel Zapata, Miguel Á. Zapata.